# 유상옥
유상옥(兪相玉, 1933년~)은 대한민국의 기업인이다. 코리아나 화장품 회장이다.

## 생애
1933년 충청남도 청양군 대치면 상갑리에서 태어나 덕수상업고등학교에 진학한 뒤 고려대학교에서 상학(경영학)을 전공했다. 
1959년 동아제약에 평사원으로 입사했다. 
1977년부터 10년 동안 동아제약의 자회사였던 라미화장품의 사장을 맡아 업계 5위로 성장시킨 경험을 바탕으로 1988년 11월 15일 코리아나 화장품을 창업했다. 
코리아나 화장품 창업 5년 만에 매출액 기준 화장품업계 3위로 회사를 성장시켰다. 
옛 선조들의 화장 유물과 전통 화장 문화에 대한 관심도 남달라 서울시 강남구 신사동에 화장 유물과 장신구, 소품 등을 전시한 복합문화공간 스페이스 씨(space*c)를 운영하고 있다. 코리아나 화장품 회장이다.

## 학력
- 1949년 ∼ 1955년 덕수상업고등학교 졸업
- 1955년 ∼ 1959년 고려대학교 상경대학 상학과 학사
- 1964년 ∼ 1966년 고려대학교 경영대학원 경영학 석사
- 1981년 유니온 대학교 대학원 경영학 박사
- 1995년 ~ 1998년 서울대학교 최고경영자 AMP과정 수료 [제39기]

## 경력
- 1959년 동아제약 입사
- 1961년 공인회계사 합격
- ~ 1977년 동아제약 상무이사
- 1977년 ~ 1987년 라미화장품 대표이사 사장
- 1987년 ~ 1988년 동아유리공업 대표이사 사장
- 1989년 ~ 1999년 코리아나 화장품 대표이사 사장
- 1992년 ~ 2001년 천안시기업인협의회 회장
- 1995년 ~ 2004년 대한화장품공업협회 회장
- 2000년 ~ 2010년 덕수장학재단 이사장
- 2000년 ~ 2004년 중앙대학교 의약식품대학원 객원교수
- 2002년 ~ 2005년 제9대 한국박물관회 회장
- 2002년 ~ 2005년 고려대학교 경영대학 겸임교수
- 2003년 ~ 2006년 이화여자대학교 경영대학 겸임교수
- 2004년 ~ 2004년 중앙대학교 교양학부 겸임교수
- 2008년 ~ 2010년 한국사립미술관협회 명예회장
- 2015년 ~ 2017년 제6기 국립중앙박물관 운영자문위원
- 2008년 ~ 현재 코리아나 화장품 회장
- 2009년 ~ 현재 한국수필가협회 부이사장
- 2011년 ~ 현재 한국사립미술관협회 고문

## 수상
- 1996년 한국경영학회 올해의 기업가상
- 1998년 국민훈장 모란장
- 2003년 한국수필가협회 수필문학상
- 2003년 한국능률협회 선정 한국의 경영자상
- 2005년 (사)아시아유럽학회 글로벌CEO대상
- 2009년 옥관문화훈장
- 2014년 고려대학교 교우회 특별공로상
- 2022년 브랜드 고객충성도 대상 최고경영자 부문 수상
- 2022년 보관문화훈장